# Carex tompkinsii
Carex tompkinsii är en halvgräsart som beskrevs av John Thomas Howell. Carex tompkinsii ingår i släktet starrar, och familjen halvgräs. Inga underarter finns listade i Catalogue of Life.